# 圆镜仙人掌
圆镜仙人掌，又名仙人镜、明镜仙人掌，是仙人掌科仙人掌属的一种多肉植物，原产于墨西哥。其茎片肥厚圆润，光滑如镜，因此得名。